# داوندرف
داوندرف (به فرانسوی: Dauendorf) یک کمون در فرانسه با جمعیت ۱٬۴۴۱ نفر است که در Canton of Haguenau واقع شده‌است.